# Нюбель, Александер
Алекса́ндер Ню́бель (нем. Alexander Nübel; род. 30 сентября 1996, Падерборн, Северный Рейн-Вестфалия) — немецкий футболист, вратарь клуба «Бавария» и сборной Германии. Выступает на правах аренды за «Штутгарт».

## Клубная карьера

### «Падерборн 07»
С девяти лет играл за команды различных возрастов в академии «Падерборна». С сезона 2014/15 стал привлекаться к тренировкам первой команды. Летом 2015 года перебрался в гельзенкирхенский «Шальке 04».

### «Шальке 04»
14 мая 2016 года дебютировал за «горняков» в Бундеслиге, в игре с «Хоффенхаймом», выйдя в самой концовке матча вместо основного голкипера Ральфа Ферманна. 25 сентября 2017 года Нюбель продлил контракт с «Шальке» до 2020 года.
По ходу сезона 2018/19 стал основным вратарём команды под руководством Доменико Тедеско. 6 августа 2019 года новый тренер «Шальке» Давид Вагнер назначил Нюбеля капитаном команды.
4 января 2020 года было объявлено, что летом Нюбель присоединится к мюнхенской «Баварии», с которой подпишет 5-летний контракт. Остаток сезона он провел в «Шальке», передав при этом капитанскую повязку Омару Маскарелю.

### «Бавария»
Дебют Александра за мюнхенский клуб пришёлся на первый раунд Кубка Германии. В матче с «Дюреном» Нюбель провёл на поле 90 минут и отстоял «на ноль», в итоге «Бавария» одержала крупную победу (3:0) и прошла в следующий этап.

#### Аренда в «Монако»
1 июля 2021 года перешёл в «Монако» на правах аренды на два сезона. При этом «Бавария» сохранила за собой право вернуть игрока летом 2022 года. Дебютировал 3 августа в гостевом квалификационном матче Лиги Чемпионов против чешской «Спарты». Александр провёл на поле 90 минут и отстоял «на ноль». 6 августа в противостоянии с «Нантом» пропустил первый гол в новом клубе — игра закончилась с ничейным счётом 1:1.

## Карьера в сборной
1 сентября 2017 года Нюбель дебютировал за молодёжную сборную Германии под руководством Штефана Кунца в матче со сборной Венгрии (1:2). В 2019 году Нюбель принял участие во всех пяти матчах на молодёжном чемпионате Европы, где сборная Германии в финале проиграла сборной Испании (1:2).

## Достижения
«Бавария»
- Чемпион Германии: 2020/21
- Обладатель Суперкубка Германии: 2020
- Обладатель Суперкубка УЕФА: 2020

Итого: 3 трофея
Молодёжная сборная Германии
- Чемпионат Европы 2019

## Статистика

### Клубная
| Выступление      | Выступление               | Выступление      | Чемпионат | Чемпионат | Кубки | Кубки | Еврокубки | Еврокубки | Прочие | Прочие | Итого | Итого |
| Клуб             | Лига                      | Сезон            | Игры      | Голы      | Игры  | Голы  | Игры      | Голы      | Игры   | Голы   | Игры  | Голы  |
| ---------------- | ------------------------- | ---------------- | --------- | --------- | ----- | ----- | --------- | --------- | ------ | ------ | ----- | ----- |
| Шальке 04 II     | Региональная лига «Запад» | 2015/16          | 13        | −17       | 0     | 0     | 0         | 0         | 0      | 0      | 13    | -17   |
| Шальке 04 II     | Региональная лига «Запад» | 2016/17          | 10        | −20       | 0     | 0     | 0         | 0         | 0      | 0      | 10    | -20   |
| Шальке 04 II     | Итого                     | Итого            | 23        | −37       | 0     | 0     | 0         | 0         | 0      | 0      | 23    | -37   |
| Шальке 04        | Бундеслига                | 2015/16          | 1         | 0         | 0     | 0     | 0         | 0         | 0      | 0      | 1     | 0     |
| Шальке 04        | Бундеслига                | 2017/18          | 1         | 0         | 0     | 0     | 0         | 0         | 0      | 0      | 1     | 0     |
| Шальке 04        | Бундеслига                | 2018/19          | 18        | −29       | 2     | −3    | 2         | 0         | 0      | 0      | 22    | -32   |
| Шальке 04        | Бундеслига                | 2019/20          | 26        | −40       | 3     | −4    | 0         | 0         | 0      | 0      | 29    | -44   |
| Шальке 04        | Итого                     | Итого            | 46        | −69       | 5     | −7    | 2         | 0         | 0      | 0      | 53    | -76   |
| Бавария          | Бундеслига                | 2020/21          | 1         | −2        | 1     | 0     | 2         | −2        | 0      | 0      | 4     | -4    |
| Бавария          | Итого                     | Итого            | 1         | −2        | 1     | 0     | 2         | −2        | 0      | 0      | 4     | -4    |
| Монако           | Лига 1                    | 2021/22          | 38        | −40       | 1     | −2    | 10        | −9        | 0      | 0      | 49    | -51   |
| Монако           | Лига 1                    | 2022/23          | 38        | −58       | 0     | 0     | 10        | −17       | 0      | 0      | 48    | -75   |
| Монако           | Итого                     | Итого            | 76        | −98       | 1     | −2    | 20        | −26       | 0      | 0      | 97    | -126  |
| Штутгарт         | Бундеслига                | 2023/24          | 30        | −36       | 4     | −3    | 0         | 0         | 0      | 0      | 34    | -39   |
| Штутгарт         | Бундеслига                | 2024/25          | 6         | −11       | 1     | 0     | 2         | −4        | 1      | −2     | 10    | -17   |
| Штутгарт         | Итого                     | Итого            | 36        | −47       | 5     | −3    | 2         | −4        | 1      | −2     | 44    | -56   |
| Всего за карьеру | Всего за карьеру          | Всего за карьеру | 182       | −253      | 12    | −12   | 26        | −32       | 1      | −2     | 221   | -299  |

1. ↑  Включает в себя матчи Кубка Германии, Кубка Франции.
2. ↑  Включает в себя матчи Лиги чемпионов, Лиги Европы.